# مایک آدام
مایک آدام (انگلیسی: Mike Adam) یک ورزشکار و قهرمان المپیک زمستانه است.